# پیل لکلانشه

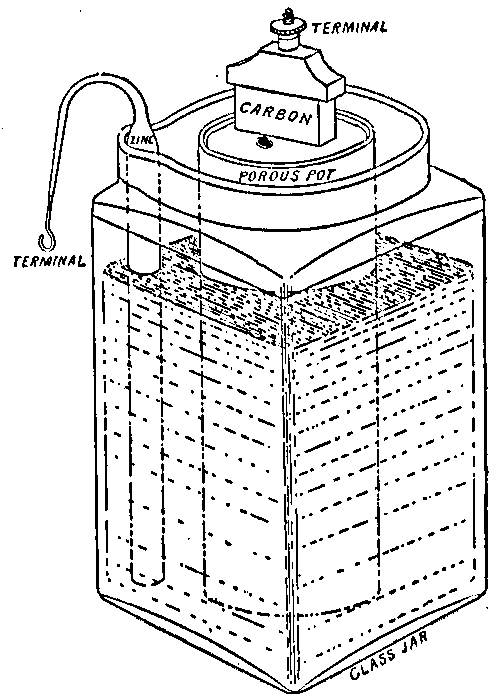
طرحی از یک سلول لکلانشه که در سال ۱۹۱۹ کشیده شده است.

پیل لکلانشه (به فرانسوی: Pile Leclanché) یک طرح قدیمی از باتری است که توسط دانشمند فرانسوی جورجز لکلانشه در سال ۱۸۶۶ اختراع و ثبت گردید. این باتری طرح اولیه باتری‌های خشک امروزی است. در این سلول از دو الکترود روی و گرافیت و همچنین از منگنز دی‌اکسید و آمونیوم کلرید جهت تولید نیرومحرکه در باتری استفاده شده است.